# Lives-sur-Meuse
Pour les articles homonymes, voir Lives.
Lives-sur-Meuse (en wallon Live) est une section de la ville belge de Namur située en Wallonie dans la province de Namur. C'était une commune à part entière jusqu'à la fusion des communes de 1977. Brumagne et Mosanville en font également partie.
Cette ancienne commune, bien qu'intégrée à la ville de Namur, a gardé son aspect de village mosan avec ses maisons de pierre calcaire bleue.  Elle est considérée comme la capitale de l'industrie de la pierre[réf. nécessaire], et possède sur son territoire quatre sites classés par la Région wallonne. 
Le village est situé au pied du viaduc de Beez et est séparé de la Meuse par la route de Liège (RN 90), et en face du chantier naval de Beez. 

## Démographie
- Sources:INS, Rem:1831 jusqu'en 1970=recensements, 1976= nombre d'habitants au 31 décembre

## Patrimoine et culture

### Patrimoine architectural

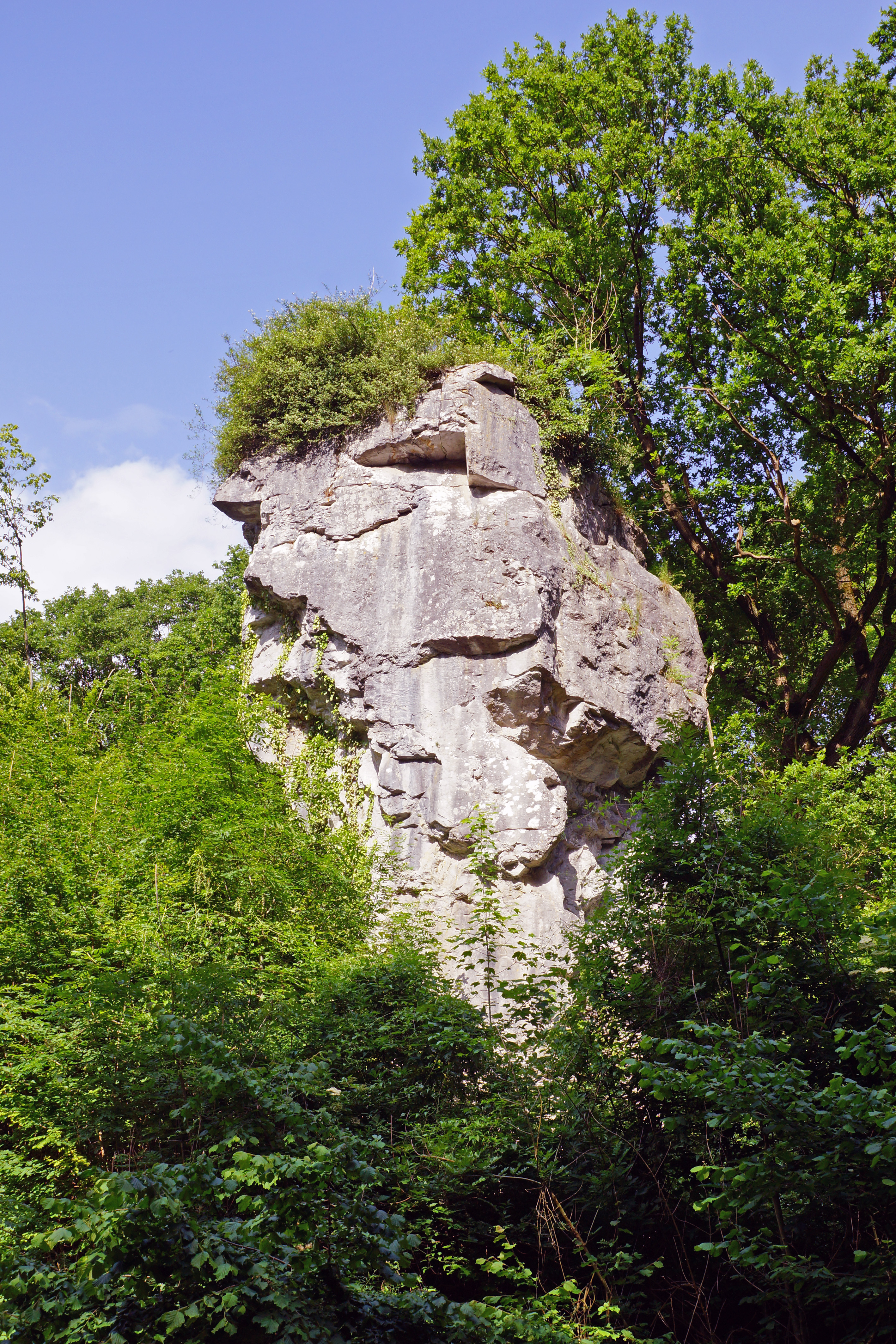
La Roche à l'Argent, à Lives-sur-Meuse.

- L’église Saint-Quentin, construite dans la deuxième moitié du XVIe siècle et entourée sur trois côtés de son cimetière[1] est classée au patrimoine de Wallonie.

- Le presbytère, bâtisse réalisée en moellons calcaires datant de 1775[2], est également classé, ainsi que l’ensemble que constituent son jardin, le cimetière et leurs murs de clôtures et dépendances.
- Château de Brumagne. Siège d'une seigneurie dépendante de la Principauté de Liège et qui remontait au moins au XIVe siècle. En 1500, elle devienne une seigneurie hautaine du comté de Namur. Elle est devenue propriété pendant la première moitié du XVIIIe siècle des Marbais, à partir de 1772 des Woelmont et depuis 1920, des Carton de Wiart[3].
- L’EuroVelo 19, (RAVel de la Meuse) longe la Meuse (rive droite) sur toute la longueur du village.
- La Roche à l’Argent est un rocher ressemblant à une monumentale et haute colonne. Sis à un tournant de la route qui monte vers Loyers le monument est classé au patrimoine de Wallonie depuis 1977.
- L'ancienne carrière de calcaire est classée site de grand intérêt biologique[4].